# Saint-Pierre-le-Vieux (Saona y Loira)
 Saint-Pierre-le-Vieux  es una población y comuna francesa, en la región de Borgoña, departamento de Saona y Loira, en el distrito de Mâcon y cantón de Tramayes.

## Demografía
| 484 | 445 | 382 | 354 | 301 | 334 |
| Para los censos de 1962 a 1999 la población legal corresponde a la población sin duplicidades (Fuente: INSEE [Consultar]) |     |     |     |     |     |